# Listă de filme dramatice din anii 1950
Aceasta este o listă de filme dramatice din anii 1950:

## 1950
- Awaara
- Capture
- Diary of a Country Priest
- Flowers of St. Francis
- In a Lonely Place
- Olvidados, Los
- Seven Days to Noon
- Sunset Boulevard
- Ways of Love

## 1951
- Browning Version, The
- Cry, the Beloved Country
- Early Summer
- Olivia
- Place in the Sun, A
- Rashomon
- River, The
- Streetcar Named Desire, A

## 1952
- 5 Fingers
- Affair in Trinidad
- Bad and the Beautiful
- Casque D'Or
- Come Back, Little Sheba
- Forbidden Games
- Flat Top
- Ikiru
- Life of Oharu
- Member of the Wedding
- Mother
- Nagarik
- Othello
- Umberto D.
- Viva Zapata!

## 1953
- A`isha
- Titanic
- The Earrings of Madame de...
- Gate of Hell
- A Geisha
- Nihon No Higeki
- The Thick-Walled Room
- Tokyo Story
- Two Acres of Land

## 1954
- Boot Polish
- Caine Mutiny, The
- Chikamatsu Monogatari
- The Country Girl
- A Generation
- Late Chrysanthemums
- Magnificent Obsession
- On the Waterfront
- Sansho the Bailiff
- Seven Samurai
- La strada
- The Wild One

## 1955
- Blackboard Jungle
- Der letzte Akt
- East of Eden
- I'll Cry Tomorrow
- Lola Montès
- Man with the Golden Arm, The
- Ordet
- Pather Panchali
- Rebel Without a Cause
- Shree 420

## 1956
- A Man Escaped
- And God Created Woman
- Anastasia
- Aparajito
- Friendly Persuasion
- Giant
- The Great Man
- Lisbon
- Lust for Life
- Requiem for a Heavyweight
- Somebody Up There Likes Me

## 1957
- Cranes Are Flying, The
- Face in the Crowd, A
- Hatful of Rain, A
- Man of a Thousand Faces
- Mother India
- Nights of Cabiria
- Pyaasa
- Seventh Seal, The
- Sweet Smell of Success
- The Three Faces of Eve
- Tronul însângerat
- Twelve Angry Men
- Wild Strawberries

## 1958
- Ajantrik
- Al-Tareeq al-Masdood
- Alto Paraná
- Les Amants
- Les Amants de Montparnasse
- Amor prohibido
- Another Time, Another Place
- Ashes and Diamonds
- Auntie Mame
- Bari Theke Paliye
- Cat on a Hot Tin Roof
- Defiant Ones, The
- Human Condition, Part 1: No Greater Love
- I Want to Live!
- Jalsaghar
- Look Back in Anger
- Madhumati
- Night to Remember, A
- Old Man and the Sea, The
- Parash Pathar
- Rikisha-Man, The
- Run Silent, Run Deep
- Separate Tables

## 1959
- -30-
- 400 Blows, The
- Anari
- Anatomy of a Murder
- Fires on the Plain
- Floating Weeds
- Imitation of Life
- Hiroshima, dragostea mea
- Kaagaz Ke Phool
- Kapò
- Neel Akasher Neechey
- Room at the Top
- World of Apu, The